# Rásnyahegy
Rásnyahegy (szlovákul: Hrašné) község Szlovákiában, a Trencséni kerületben, a Miavai járásban.

## Fekvése
Miavától 7 km-re keletre található.

## Története
A trianoni békeszerződésig területe Nyitra vármegye Miavai járásához tartozott.
A település 1955-ben keletkezett, Nagyegyházas határából.

## Népessége
| Év:            | 1994. | 2004.   | 2014.   | 2024.   |
| -------------- | ----- | ------- | ------- | ------- |
| Emberek száma: | 521   | 505     | 485     | 480     |
| Eltérés:       |       | -3,07 % | -3,96 % | -1,03 % |

| Év:            | 2023. | 2024.   |
| -------------- | ----- | ------- |
| Emberek száma: | 469   | 480     |
| Eltérés:       |       | +2,34 % |

2001-ben 501 lakosából 496 szlovák volt.
2011-ben 458 lakosából 448 szlovák volt.

## Külső hivatkozások
- Községinfó
- Rásnyahegy Szlovákia térképén
- E-obce.sk[halott link]